# Mor Polanuer

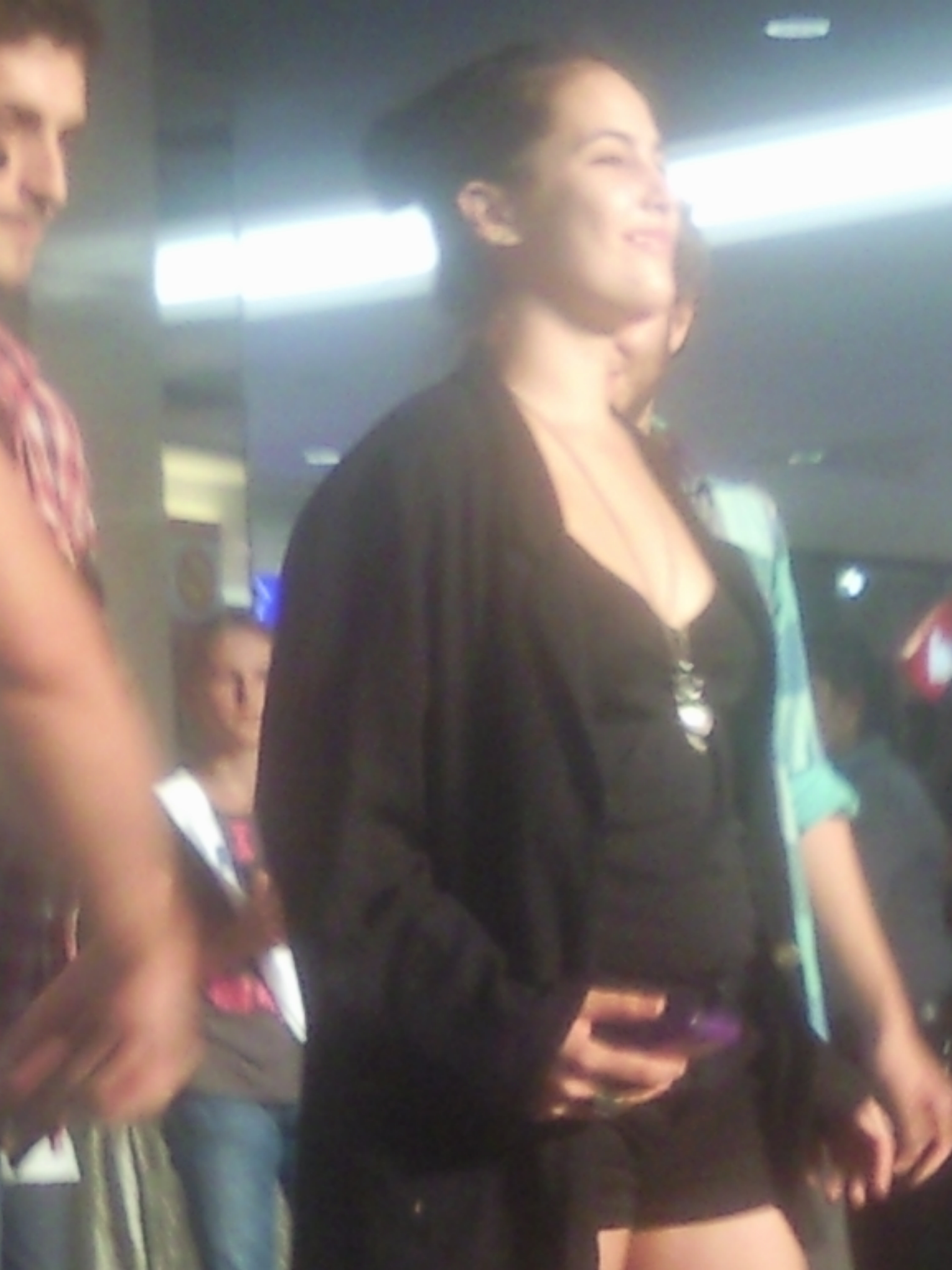
Mor Polanuer

Mor Polanuer (hebräisch מור פולנוהר; * 10. November 1990 in Netanja, Israel) ist eine israelische Schauspielerin und Regisseurin.

## Leben und Karriere
Polanuer wurde am 10. November 1990 in Netanja geboren. Zunächst trat sie 2006 bei einer Episode in Parashat Ha-Shavua auf. Später war sie noch in 35 Episoden zu sehen. Von 2012 bis 2013 spielte sie in der Fernsehserie Galis mit. 2013 wurde sie für den Film Makom be-gan eden gecastet.
Außerdem wirkte Polanuer 2014 in der Serie Mishpaha Sholetet mit. Zwischen 2014 und 2015 verkörperte sie die Rolle der Samira in der Serie Tyrant. Unter anderem bekam sie 2021 in dem Film Two eine Hauptrolle. 2022 war sie in dem Film Exemplar als Regisseurin tätig.

## Filmografie
Filme
- 2013: Makom be-gan eden
- 2017: Kimaat Mefursemet
- 2021: Two

Serien
- 2006–2009: Parashat Ha-Shavua
- 2012–2013: Galis
- 2014: Mishpaha Sholetet
- 2014–2015: Tyrant
- 2017: Sabri Maranan